# Trachyaretaon echinatus
Trachyaretaon echinatus ist eine auf den Philippinen beheimatete Art aus der Ordnung der Gespenstschrecken (Phasmatodea). Sie ist die Typusart der Gattung Trachyaretaon.

## Merkmale
Die Weibchen von Trachyaretaon echinatus erreichen Längen von 71 bis 86 mm. Männchen werden 47 bis 48 mm lang. Die lebhaft grünbraune bis schwarzbraune und sehr variable Färbung kann bei den Weibchen von dunklen Grüntönen dominiert werden. Bei ihnen können neben schwarzen Bereichen auf den vorderen Segmenten des Abdomens auch weiße Binden an den Femuren bzw. ein weißes Dreieck auf dem Pronotum zu finden sein. Sie ähneln morphologisch denen der nur von einem einzigen Weibchen bekannten Trachyaretaon gatla aus Palawan, bei welcher die Supraanalplatte (Epiproct), also das elfte Tergit, ebenso wie das siebte Sternit des Abdomens deutlich eingekerbt ist, während es bei den Weibchen von Trachyaretaon echinatus abgerundet oder abgeschnitten endet. Die Abdominaltergite zwei bis sieben sind annähernd doppelt so breit wie lang, die Tergite sechs bis neun sind anders als bei Trachyaretaon gatla glatt oder undeutlich gekielt. Im Vergleich zur deutlich größeren und kaum bedornten Trachyaretaon carmelae fehlen bei beiden Geschlechtern die winzigen Stacheln zwischen den großen Zähnen an der ventrale Kante der Meso- und Metafemuren.

## Vorkommen
Während als ursprünglicher Fundort lediglich die Philippinen genannt werden, werden in nachfolgende Arbeiten neben Luzon auch die Inseln Sibuyan und Masbate als Verbreitungsgebiet genannt. Da die hier beschriebenen Tiere durchweg Nymphen sind, können die Fundort außerhalb Luzons nicht sicher bestätigt werden. Auf Luzon sind Funde in den Provinzen Mountain Province, Nueva Vizcaya, Aurora, Quezon und Sorsogon bekannt.

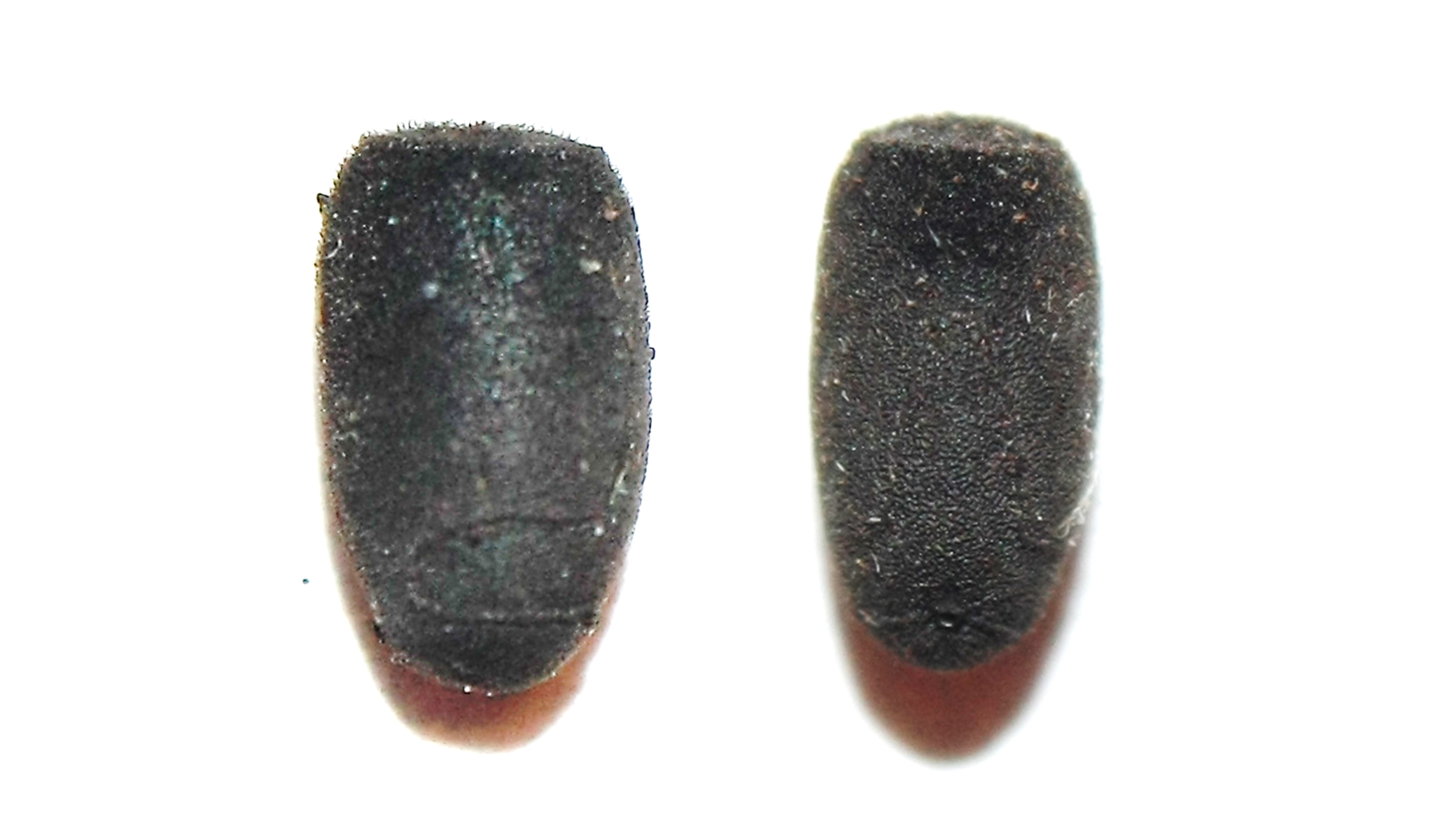
Eier von lateral und dorsal

## Lebensweise und Fortpflanzung
Als Nahrungspflanzen von Trachyaretaon echinatus sind Mango und Echte Guave bekannt. Da beide Nutzpflanzen im Verbreitungsgebiet der Art sind, wird sie dort teilweise als Schädling angesehen. Die Weibchen legen die etwa 4 bis 4,5 mm langen und 2 bis 2,5 mm breiten und hohen Eier in Gelegen von 10 bis 15 Stück in nur etwa 1 cm Tiefe in den Boden ab. Die Nymphen schlüpfen mit einer Länge von 14 mm nach etwa vier bis fünf Monaten. Weibchen benötigen etwa sechs Monate um adult zu werden und weitere fünf bis sechs Wochen bevor sie mit der Eiablage beginnen. Danach wird etwa alle zwei bis drei Wochen ein Gelege abgelegt.

## Systematik

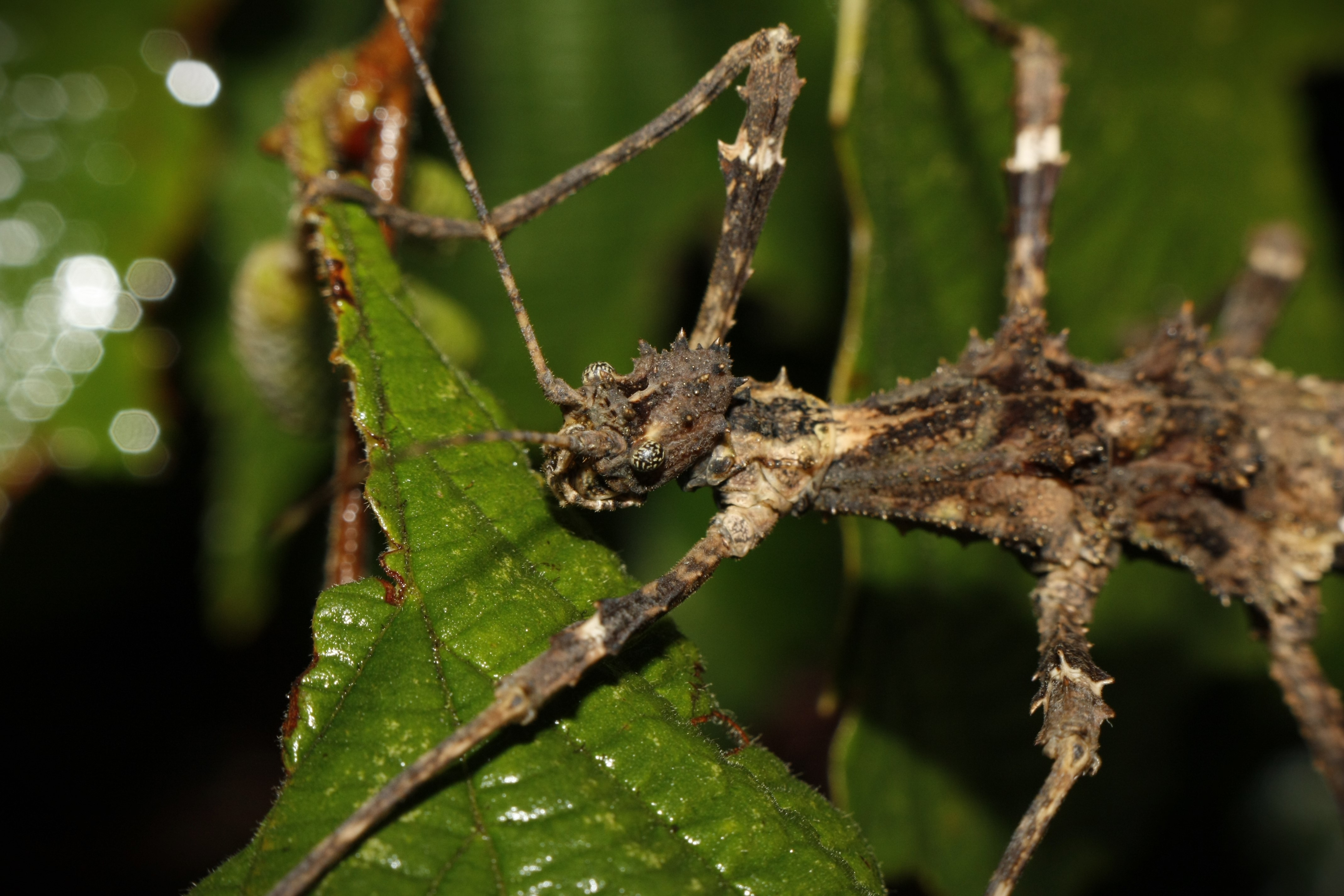
Porträt eines Weibchens vom Zuchstamm aus North Luzon

Carl Stål beschrieb die Art 1877 unter dem Basionym Obrimus echinatus anhand eines 77 mm langen Weibchens, welches als Holotypus im Naturhistoriska riksmuseet in Stockholm hinterlegt ist. Der Artzusatz „echinatus“ bezieht sich auf die stachlige Körperoberfläche (altgriechisch echínos (ἐχῖνος) für Seeigel (Echinoidea)). Im Jahr 1939 beschrieben James Abram Garfield Rehn und sein Sohn John W. H. Rehn die Gattung Aretaon mit den Untergattungen Aretaon und  Trachyaretaon. In die Untergattung Trachyaretaon überstellte sie als einzige Art Obrimus echinatus, die somit als Aretaon (Trachyaretaon) echinatus bezeichnet wurde. Oliver Zompro erhob 2004 diese Untergattung in den Rang einer Gattung, deren Typusart dadurch Trachyaretaon echinatus wurde. Das von Zompro untersuchte Material, ein Weibchen und ein Männchen von Mindoro, von denen das 63 mm lange Männchen abgebildet ist, wurde 2023 von Frank H. Hennemann als Vertreter einer neuen Art erkannt und als Trachyaretaon mangyan beschrieben. Das der Artbeschreibung zugrunde liegende Material wurde, wie auch die von Zompro 2004 genannten Tiere, Mitte der 1990er Jahre von Noel Mohagan gesammelt.

## Terraristik
In den Terrarien der Liebhaber sind zwei parthenogenetische Zuchtstämme der Art zu finden. Der erste geht auf Weibchen zurück, welche Dave Navarro 2008 im Norden Luzons sammelte. Sie bildeten die Basis eines zunächst als Trachyaretaon sp. 'North-Luzon' bezeichneten Stammes. In der Provinz Nueva Vizcaya nahe der Imugan Falls fanden lokale Naturforscher im Juni 2015 an zwei unabhängigen Orten Weibchen einer sehr ähnlichen Population. Da auch aus den Eiern der adult gesammelten Weibchen wiederum nur Weibchen schlüpften, wird von einem rein parthenogenetischen Vorkommen der Art in dieser Region ausgegangen. Die Vertreter des resultierenden Zuchtstammes wurden als Trachyaretaon sp. 'Imugan Falls' bezeichnet. Sie wurden erstmals von Bruno Kneubühler nachgezogen und verteilt. Hennemann identifizierte die Vertreter dieser beiden Stämme 2023 als Trachyaretaon echinatus.
Zwei 2009 bzw. 2010 auf Luzon gesammelte sexuelle Zuchtstämme wurden zeitweilig als Trachyaretaon echinatus angesprochen. So wurden zunächst die 2009 in der Provinz Aurora gesammelte Tiere als Trachyaretaon echinatus angesprochen. Nach dem Auffinden weiterer Tiere 2010 wurden sie Trachyaretaon sp. 'Aurora' genannt. Bis 2023 galten die 2010 in Marinfata an der Straße nach Infanta gesammelten Tiere als Trachyaretaon echinatus. Beide Zuchtstämme wurden 2023 von Hennemann als Vertreter einer neuen Art identifiziert, die er als Trachyaretaon bresseeli beschrieb.
Die Haltung und Zucht gilt als einfach. Gefressen werden verschiedenste Futterpflanzen wie Brombeeren, Hasel, Feuerdorn und Efeu. Zur Zucht werden mäßig feuchte Terrarien mit Bodengrund zur Eiablage benötigt.